# Polski Związek Krótkofalowców
Die Polski Związek Krótkofalowców (kurz: PZK, deutsch „Polnische Amateurfunkunion“) ist die nationale Vereinigung der Funkamateure in Polen.
Gegründet wurde die Union im Jahr 1930 mit dem Zweck, die Praxis des Amateurfunks und die dazugehörige Erforschung der Hochfrequenztechnik zu fördern. Zu den Mitgliederaktivitäten gehören Amateurfunkwettbewerbe, Aktionen wie SOTA und „DXpeditionen“, sowie Sende- und Empfangstechnik, Testberichte und Bauanleitungen zu Antennen.
Die PZK ist Mitglied in der International Amateur Radio Union (IARU Region 1), der internationalen Vereinigung von Amateurfunkverbänden, und vertritt dort die Interessen der polnischen Funkamateure.